# Rainilaiarivony
Rainilaiarivony, né le 30 janvier 1828 et mort le 17 juillet 1896 en Algérie, est un Premier ministre et co-roi de Madagascar. Chef du gouvernement royal durant 31 ans, il fut également co-roi de Madagascar en tant qu'époux des reines successives : Rasoherina, Ranavalona II et Ranavalona III. Il n'a donné aucune descendance à ses épouses. Il avait une réelle influence sur toutes ses épouses successives ; en réalité ces reines ne gouvernaient plus et laissaient Rainilaiarivony diriger le royaume.
Au pouvoir, ce dernier met en place une politique d'européanisation, sur le modèle de Radama II, et modernise le pays. L'armée est réformée et la christianisation du royaume achevée notamment par la conversion de la reine Ranavalona II, première souveraine couronnée selon la tradition protestante. En 1864 s’ouvre à Tananarive le premier hôpital moderne et une école de médecine. Deux ans plus tard apparaissent les premiers journaux. Une revue scientifique en anglais (Antananarivo Annual) est même publiée à partir de 1875. En 1894, à la veille de l’établissement du pouvoir colonial, les écoles du royaume, dirigées par les missions majoritairement protestantes, sont fréquentées par plus de 200 000 élèves. À cette époque de partage du monde entre les impérialismes européens, la France envisage d'exercer davantage son influence sur Madagascar et un traité d'alliance franco-malgache est signé le 17 décembre 1885.
Des désaccords sur l'application de ce traité, servent de prétextes à l’invasion française de 1895, qui ne rencontre d'abord que peu de résistance. L’autorité de Rainilaiarivony est en effet devenue très impopulaire auprès de la population.
L'intention des Français est d'abord d'établir un simple régime de protectorat, affectant surtout le contrôle de l’économie et les relations extérieures de l’île. Mais par la suite, l’éclatement de la résistance populaire des Menalamba et l’arrivée du général Gallieni chargé de « pacifier » le pays en 1896 conduisent à l'annexion et à l'exil de Rainilaiarivony et de toute la famille royale à Alger.

## Premières années de carrière
Rainilaiarivony est né le 30 janvier 1828 dans le village de Merina d'Ilafy, l'une des douze collines sacrées du royaume de Madagascar, dans une famille d'hommes d'État. Son père, Rainiharo, était un officier militaire de haut rang et un conseiller politique conservateur profondément influent sous le règne de la reine Ranavalona Ire, au moment où sa femme, Rabodomiarana (fille de Ramamonjy), a donné naissance à Rainilaiarivony. Cinq ans plus tard, Rainiharo a été promu au poste de Premier ministre, un rôle qu'il a conservé de 1833 jusqu'à sa mort en 1852.
Le grand-père paternel de Rainilaiarivony, Andriatsilavo, avait également été un conseiller du roi d'Imerina, Andrianampoinimerina (1787-1810). Rainilaiarivony et ses proches sont issus du clan de la famille Andafiavaratra d'Ilafy qui, aux côtés du clan Andrefandrova d'Ambohimanga, constituait les deux familles hova (roturières) les plus influentes du royaume au XIXe siècle. La majorité des postes politiques non attribués à andriana (nobles) étaient occupés par des membres de ces deux familles.

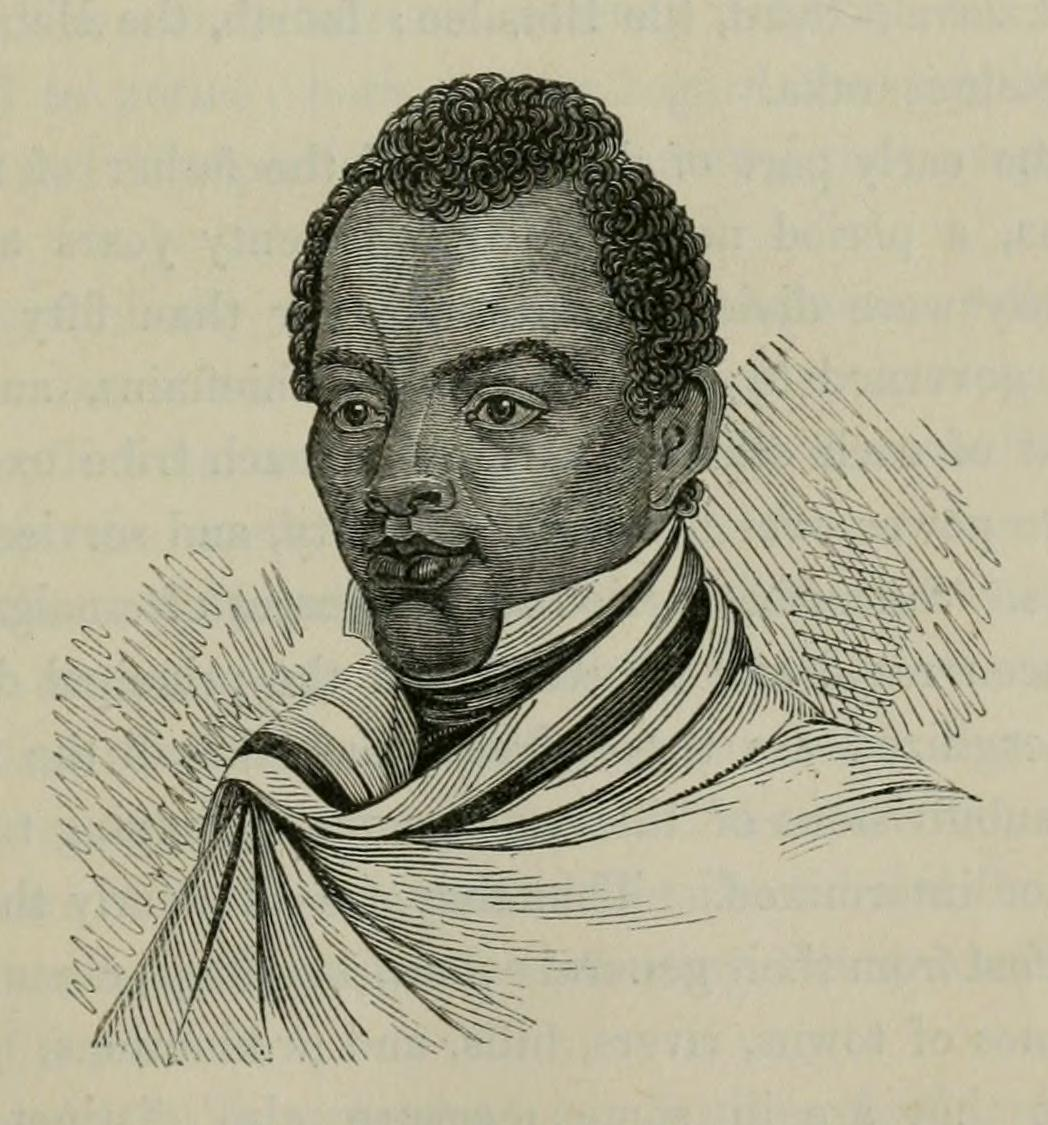
Rainiharo, père de Rainilaiarivony et premier ministre du royaume.

À six ans, Rainilaiarivony a commencé deux ans d'études dans l'une des nouvelles écoles ouvertes par la London Missionary Society (LMS) pour les enfants de la classe noble du pays. La reine Ranavalona Ire, a fermé les écoles de la mission en 1836, mais le jeune garçon a continué à étudier en privé avec un étudiant missionnaire plus âgé. Lorsque Rainilaiarivony a atteint l'âge de 12 ans, les parents qui l'avaient élevé ont décidé qu'il était assez âgé pour faire son propre chemin dans le monde. En commençant par l'achat et la revente de quelques barres de savon, le garçon a progressivement développé son entreprise et s'est étendu à la revente de tissus plus rentable. La réputation du jeune Rainilaiarivony pour sa ténacité et son acharnement, alors qu'il luttait contre ses malheurs prédestinés, a finalement atteint le palais, où à l'âge de 14 ans, le garçon a été invité à rencontrer la reine Ranavalona. Elle a été favorablement impressionnée, lui attribuant le classement officiel de la sixième Titre d'honneur d'Officier du Palais. À 16 ans, il a été promu septième honneur, puis promu à nouveau deux fois huitième et neuvième honneur à l'âge de 19 ans, une ascension sans précédent dans les rangs.
En tant que habitué des étrangers au palais, le jeune Rainilaiarivony a été chargé par un marchand anglais de courrier pour sa correspondance commerciale confidentielle. Le commerçant était impressionné par la ponctualité et l'intégrité du jeune homme et le qualifierait régulièrement de garçon qui "traite équitablement". Avec l'ajout du «ra» honorifique malgache, l'expression a été transformée en un sobriquet - «Radilifera» - que Rainilaiarivony a adopté pour lui-même et transmis à son fils et petit-fils. L'arrivée d'un médecin mauricien en 1848 a permis à Rainilaiarivony d'étudier la médecine en trois ans. Avec cette connaissance, il est devenu indispensable au palais, où il a fourni des soins médicaux modernes à la reine et à d'autres membres de l'aristocratie. Guérir avec succès la reine d'une maladie particulièrement grave lui vaut une promotion au dixième honneur en avril 1851, ce qui le qualifie pour des postes plus responsables au sein du cercle le plus proche de la souveraine. Son père, Rainiharo, a profité de cette confiance pour encourager avec succès l'amitié entre ses propres fils et le seul enfant et héritier apparent de la reine, son fils le futur Radama II, qui avait un an de moins que Rainilaiarivony.

## Premier mariage et descendance
Vers 1848 - la date exacte de son mariage n'est pas enregistrée - première femme est Ralizah puis Rainilaiarivony, alors âgé de 20 ou 21 ans et ayant adopté le nom de Radilifera, a conclu un mariage avec sa cousine paternelle Rasoanalina. Elle lui a donné seize enfants au cours de cette union. Jeune homme, Ratsimatahodriaka, fils aîné de Rainilaiarivony, a été éduqué pour devenir son successeur au poste de Premier ministre, mais le jeune est tombé d'un balcon et est décédé alors qu'il n'avait qu'une vingtaine d'années.
La plupart des enfants de Rainilaiarivony n'ont pas atteint leur plein potentiel. Le fils cadet, Rafozehana, est mort jeune de délire tremens, et deux autres, Ratsimandresy et Ralaiarivony, ont connu des fins violentes alors qu'ils étaient encore dans leur jeunesse. Le cinquième fils, Randravalahy, à qui Rainilaiarivony a attribué plus tard le nom Radilifera, a été envoyé en France pour étudier mais est revenu avant d'obtenir son diplôme et s'est évanoui dans l'obscurité parmi les classes supérieures d'Imerina.
Ramangalahy, sixième fils de Rainilaiarivony, a étudié la médecine et était en passe de devenir un médecin prospère, mais est décédé des suites d'une maladie. Trois autres se sont tournés vers le crime : Rajoelina, qui a violé les lois de son pays pour s'enrichir en vendant de l'or de contrebande à une société anglaise; Penoelina, qui a étudié en Angleterre avant que des problèmes de santé ne le rappellent à Madagascar, où lui et ses amis se sont rendus coupables d'agression sexuelle et de vol; et Ramariavelo (Mariavelo), qui a organisé un groupe de bandits pour voler les maisons des citoyens ordinaires. L'une des filles de Rainilaiarivony est décédée dans la vingtaine à la suite d'un avortement volontaire, et les autres se sont mariées et ont vécu une vie tranquille hors de la vue du public.
Aucun des fils de Rainilaiarivony n'a pu prétendre à sa succession à la tête du pays.

## Arrivée au pouvoir
Après la mort de Rainiharo le 10 février 1852, son fils aîné Rainivoninahitriniony le remplace comme premier ministre, après sa nomination par la reine Ranavalona Ire. Au décès de celle-ci, son fils Radama II monte sur le trône. Le nouveau roi conserve le premier ministre de sa mère. Mais lorsque Radama II est assassiné le 12 mai 1863, à l'instigation de son premier ministre, sa cousine germaine et ex-épouse Rasoherina lui succède sur le trône malgache. Dès son arrivée au pouvoir, Rasoherina épouse le premier ministre Rainivoninahitriniony. Mais lorsque celui-ci, devenu impopulaire, doit démissionner de sa fonction, son frère Rainilaiarivony se présente à sa succession. S'opposant à ce choix, Rainivoninahitriniony se dispute avec son épouse Rasoanalina qui divorce. Rainivoninahitriniony, qui avait déjà abandonné sa fonction de chef du gouvernement, perd alors également sa position de prince consort malgache. Rainalaiarivony, devenu premier ministre, se sert de l'influence qu'il a sur la reine afin de l'épouser.

## Premier ministre

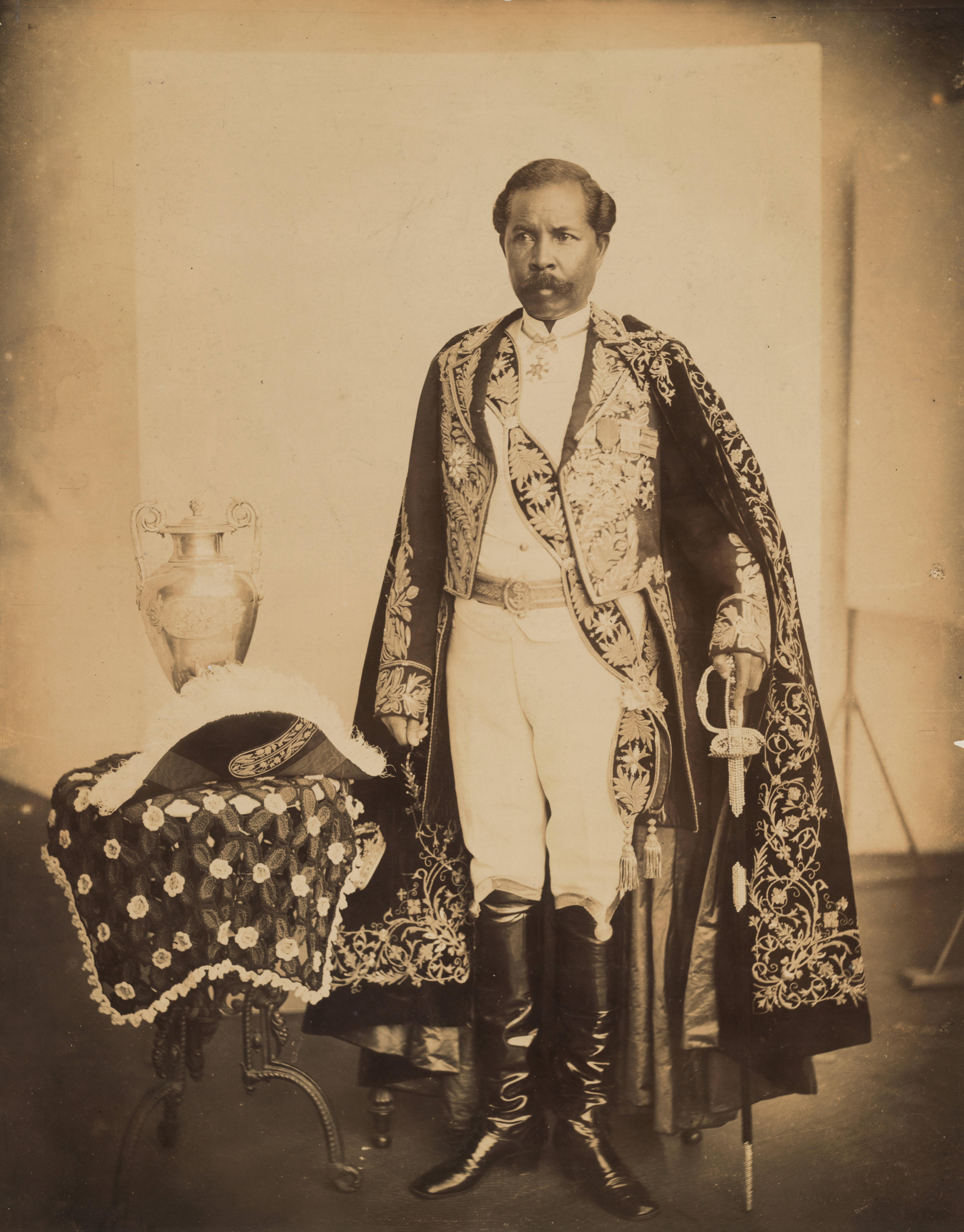
Photographie du premier ministre malgache Rainilaiarivony, co-roi de Madagascar.

### Mariage avec Rasoherina
Nommé Premier ministre, Rainilaiarivony épouse la reine Rasoherina devenant ainsi prince consort. Après son mariage, il devient de facto le monarque de Madagascar. Il s'impose ainsi comme l'homme le plus puissant du royaume. Il dispose en réalité de plus de pouvoirs que son épouse elle-même. Même si Rainalaiarivony se servait de ses épouses successives pour arriver au pouvoir, il les respectait et n'oubliait jamais de les saluer.

### Politique et réformes
L'administration gouvernementale et la bureaucratie ont été renforcées sous la direction de Rainilaiarivony. En mars 1876, Rainilaiarivony a établi huit ministères pour gérer les affaires étrangères, l'intérieur, l'éducation, la guerre, la justice, le commerce, l'industrie, les finances et la législation. Il nomme également des envoyés de l'État qui sont installés dans toutes les provinces de l'île pour gérer les affaires administratives, assurer l'application de la loi, collecter les impôts et fournir des rapports réguliers à Antananarivo sur la situation locale.
La méthode traditionnelle de perception des impôts par les administrateurs locaux a été élargie dans les provinces, générant de nouveaux revenus, le plus souvent sous la forme de biens produits localement tels que des nattes tissées, du poisson ou du bois. Rainilaiarivony a activement encouragé le règlement de Merina dans les provinces côtières, mais les peuples côtiers n'ont pas été invités à participer à l'administration politique des territoires qu'ils habitaient.

La première épouse royale de Rainilaiarivony, la reine Rasoherina, est décédée le 1er avril 1868 et a été remplacée par sa cousine Ranavalona II (couronnée le 3 septembre 1868). Ranavalona II était une élève de missionnaires protestants et s'était convertie au christianisme. Rainilaiarivony a reconnu le pouvoir croissant du christianisme sur l'île et a identifié la nécessité de le mettre sous son influence afin d'éviter les luttes de pouvoir culturelles et politiques déstabilisatrices. Le Premier ministre a encouragé la nouvelle reine à christianiser la cour à travers une cérémonie de baptême publique à Andohalo le 21 février 1869, le jour de leur mariage. Lors de cette cérémonie, les talismans royaux surnaturels ont reçu l'ordre d'être détruits et remplacés par la Bible. La christianisation de la cour et la création de la chapelle royale protestante indépendante sur le terrain du palais ont entraîné la conversion à grande échelle de centaines de milliers de malgaches. Ces conversions étaient généralement motivées par le désir d'exprimer une allégeance politique à la Couronne et, en tant que telles, étaient largement nominales, la majorité des convertis pratiquant un mélange syncrétique de religions chrétiennes et traditionnelles. 

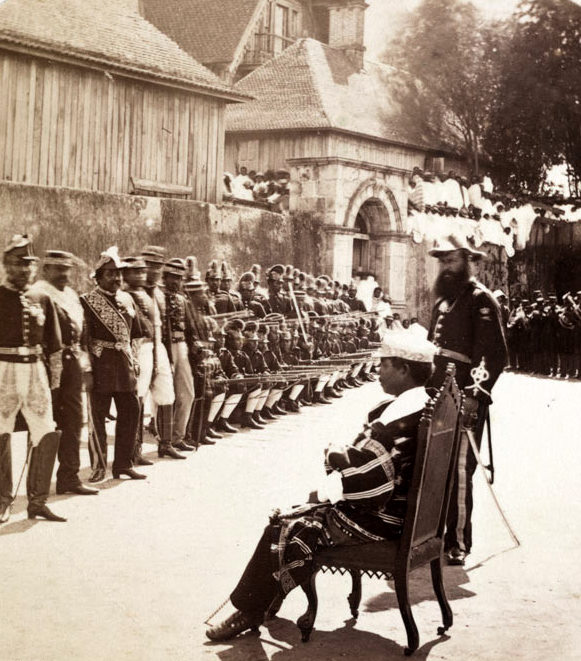
Rainilaiarivony inspectant ses troupes.

Les biographes de Rainilaiarivony concluent que la propre conversion du Premier ministre était également en grande partie un geste politique et n'a probablement dénoté un véritable changement spirituel que vers la fin de sa vie. Certains responsables locaux ont tenté de forcer les conversions au protestantisme en imposant la fréquentation de l'Église et en persécutant les catholiques, mais Rainilaiarivony a rapidement répondu pour réprimer ces pratiques trop zélées. La criminalisation par le Premier ministre de la polygamie et de la consommation d'alcool, ainsi que la déclaration du dimanche comme jour de repos, ont également été inspirées par les influences britanniques et protestantes croissantes dans le pays.
Le Premier ministre a reconnu que la modernisation de Madagascar et de son système d'administration publique pouvait renforcer le pays contre l'invasion d'une puissance occidentale et a orienté son énergie dans ce sens. En 1877, il interdit l'esclavage. Rainilaiarivony a élargi le système d'enseignement public, déclarant la fréquentation scolaire obligatoire en 1881 et formant un cadre d'inspecteurs scolaires l'année suivante pour assurer la qualité de l'éducation. La première pharmacie de l'île a été créée par des missionnaires du LMS en 1862, et le premier hôpital a été inauguré à Antananarivo trois ans plus tard, suivi par le lancement en 1875 d'un système médical public composé de cliniciens fonctionnaires. Rainilaiarivony a promulgué une série de nouveaux codes légaux au cours de son administration qui ont cherché à créer un ordre social plus humain. Le nombre d'infractions capitales a été ramené de dix-huit à treize, et il a mis fin à la tradition des châtiments familiaux collectifs pour les délits d'un individu. Des amendes ont été fixées pour des infractions spécifiques et les châtiments corporels se limitaient à être enfermés dans des fers à repasser. La structure de l’administration juridique a été réorganisée de sorte que les affaires qui dépassent l’autorité des tribunaux communautaires traditionnels au niveau du collectif du village de fokonolona, administré par des magistrats locaux et des chefs de village, soient renvoyées aux trois hautes cours établies dans la capitale en 1876, bien que l'autorité judiciaire finale soit restée avec Rainilaiarivony. Le Code de 305 lois établi cette même année constituera la base du système juridique appliqué à Madagascar pour le reste du XIXe siècle et pendant une grande partie de la période coloniale. Pour renforcer l'État de droit, le Premier ministre a mis en place une police rurale, modernisé le système judiciaire et supprimé certains privilèges injustes qui avaient profité de manière disproportionnée à la classe noble.
À partir de 1872, Rainilaiarivony a travaillé à la modernisation de l'armée avec l'aide d'un instructeur militaire britannique, qui a été embauché pour recruter, former et gérer ses soldats. Rainilaiarivony a acheté de nouvelles armes à feu locales et importées, a réintroduit des exercices réguliers et a réorganisé le système de classement. Il a interdit l'achat de promotions de grade ou d'exemptions du service militaire et a institué des soins médicaux gratuits pour les soldats en 1876. L'année suivante, Rainilaiarivony a introduit la conscription obligatoire de 5 000 malgaches de chacune des six provinces de l'île pour servir cinq ans dans la royauté, gonflant les rangs de l'armée à plus de 30 000 soldats.

### Apogée

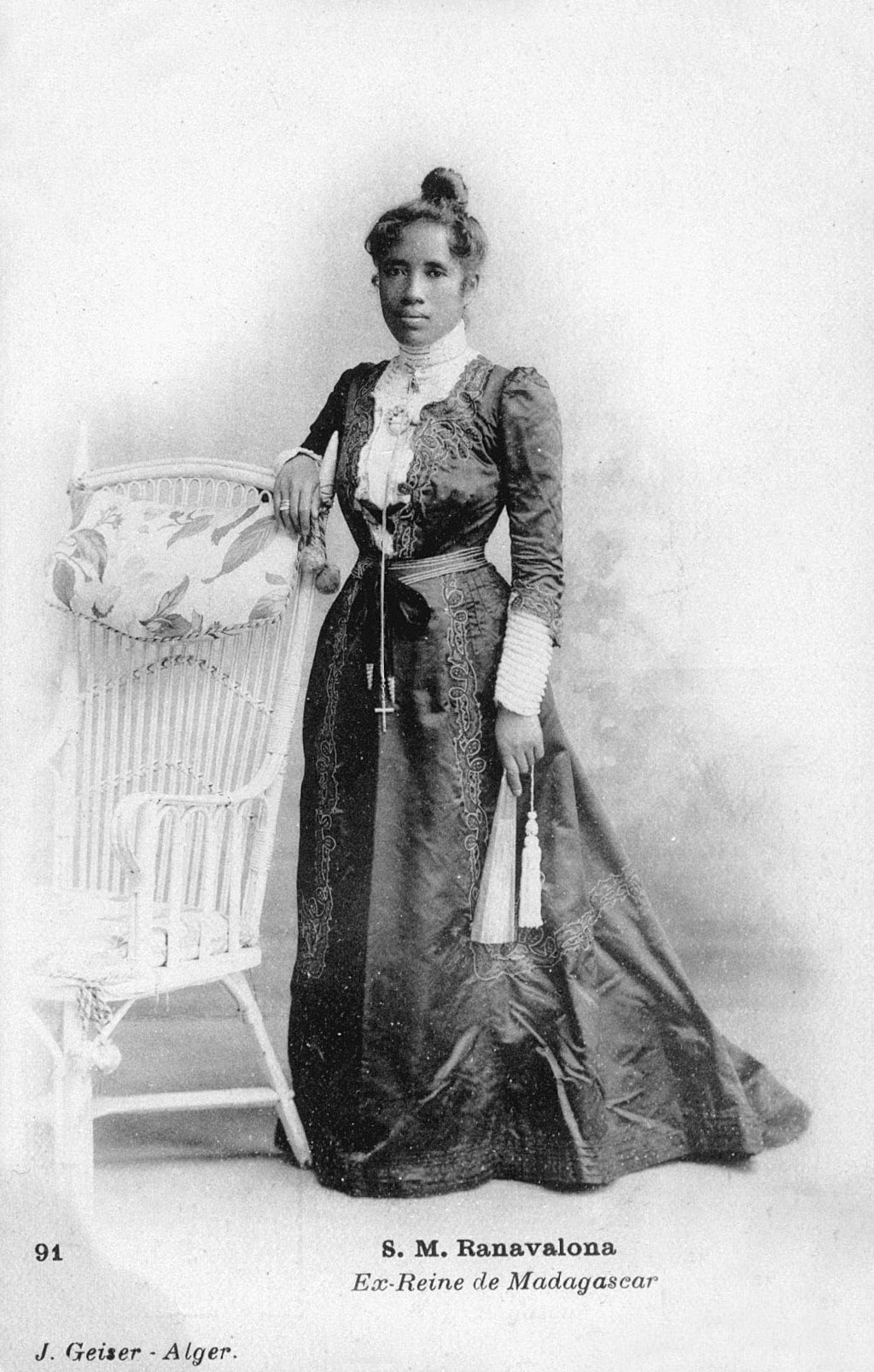
Photographie de la reine Ranavalona III.

Ranavalona II finit à son tour par s'éteindre sans descendance en 1883, le trône malgache revient alors à la nièce de celle-ci qui devient reine sous le nom de Ranavalona III. Dès son arrivée au pouvoir, Ranavalona III, jeune veuve, cherche un époux. Rainalaiarivony, qui gère les affaires du royaume, évoque la raison d'État et épouse la jeune souveraine quelques jours après son couronnement. Il se maintient ainsi au pouvoir. Rainalaiarivony est un homme âgé tandis que sa nouvelle épouse est une jeune reine.
Rainalaiarivony se rapprocha des missionnaires britanniques et le protestantisme devint la religion officielle du pays, mais le réveil de l'expansion française, avec Jules Ferry, provoqua des tensions entre les deux pays. Au même moment, la popularité du Premier ministre baisse et certains souhaitent qu'il quitte ses fonctions. Mais au pouvoir depuis plus de 30 ans, il gouverne légitimement aux côtés de Ranavalona III.

## Déposition et exil

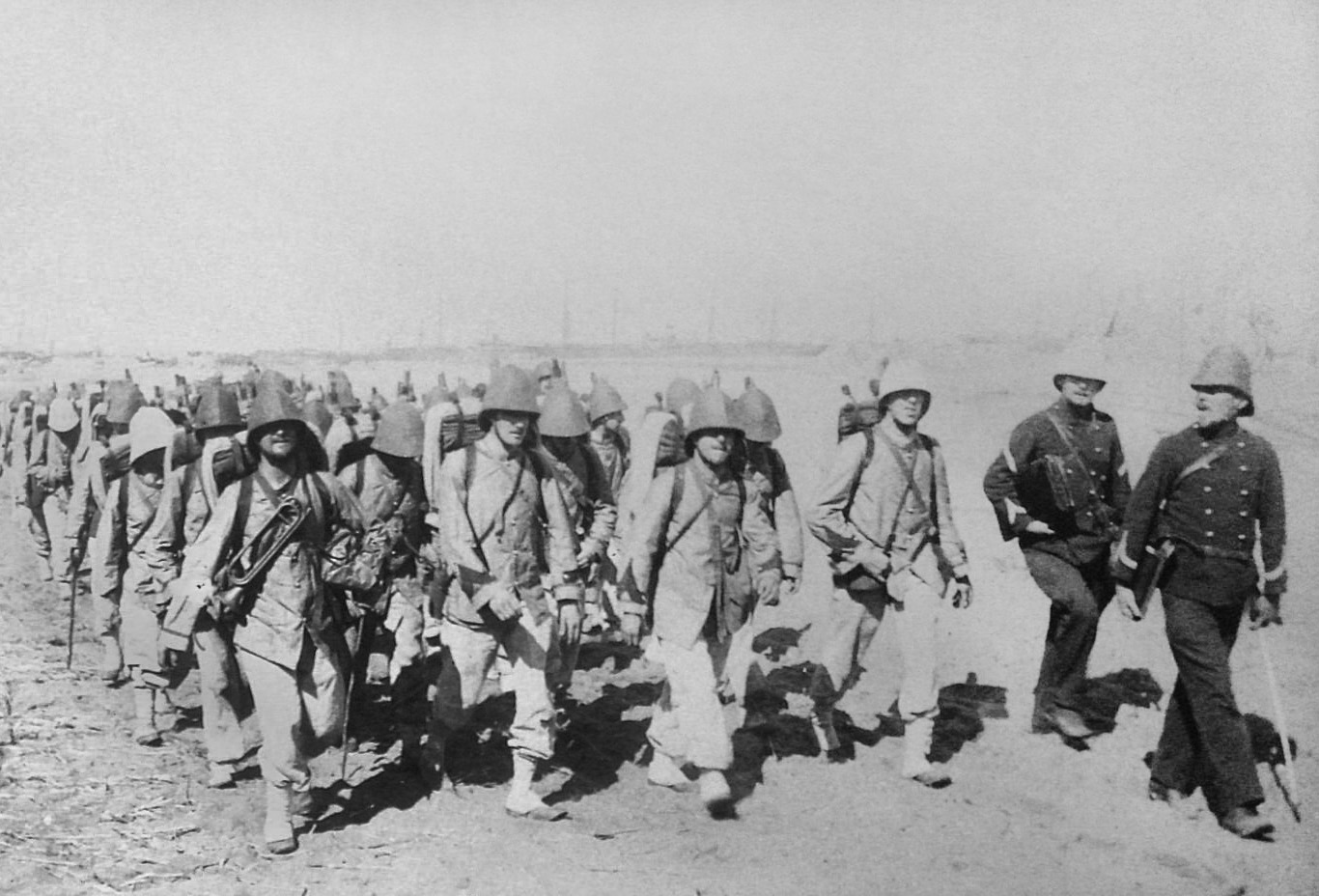
Colonne d'infanterie française à Majunga en mai 1895.

La première guerre franco-malgache, qui éclate en 1883, dure jusqu'en 1885. Le traité de paix signé le 17 décembre 1885 établit la domination des Français, qui désormais représenteront Madagascar dans ses relations extérieures. En outre, l'État malgache est contraint de souscrire auprès d'une banque française un emprunt de dix millions de francs. Ce protectorat qui ne dit pas son nom est accepté par le Royaume-Uni en 1890 en échange de la liberté qu'il obtient de s'emparer de Zanzibar.
L’affaire de Madagascar revient sur le devant de la scène avec la signature d’une convention franco-britannique le 5 août 1890. Contre la reconnaissance par la France du protectorat britannique sur Zanzibar, le Royaume-Uni fait de même pour le protectorat français sur Madagascar. En novembre, l’Empire allemand rejoint l’accord contre la reconnaissance de ses droits sur l’Afrique orientale allemande. Les Malgaches sont désemparés, des troubles éclatent qui voient l’assassinat de plusieurs Européens.
En 1892, le parti colonial demande l’application du protectorat sur l’île. Les Réunionnais, par la voix de leur député François Césaire de Mahy, demandent une annexion pure et simple. Le 22 janvier 1894, le gouvernement Casimir-Perier répond favorablement à ces demandes et se dit prêt à prendre des mesures graves. Les parlementaires votent à l’unanimité un chèque en blanc au gouvernement pour « maintenir notre situation et nos droits, rétablir l’ordre, protéger nos nationaux, faire respecter le drapeau ».
Cependant, le gouvernement, qui hésite encore, ne fait que renforcer les garnisons des comptoirs français et envoie une escadre navale, tentant une dernière démarche diplomatique pour établir un véritable protectorat. Après le refus de la reine le 22 octobre 1894, la France procède à l’évacuation de ses ressortissants le 25 ; la guerre est déclarée.

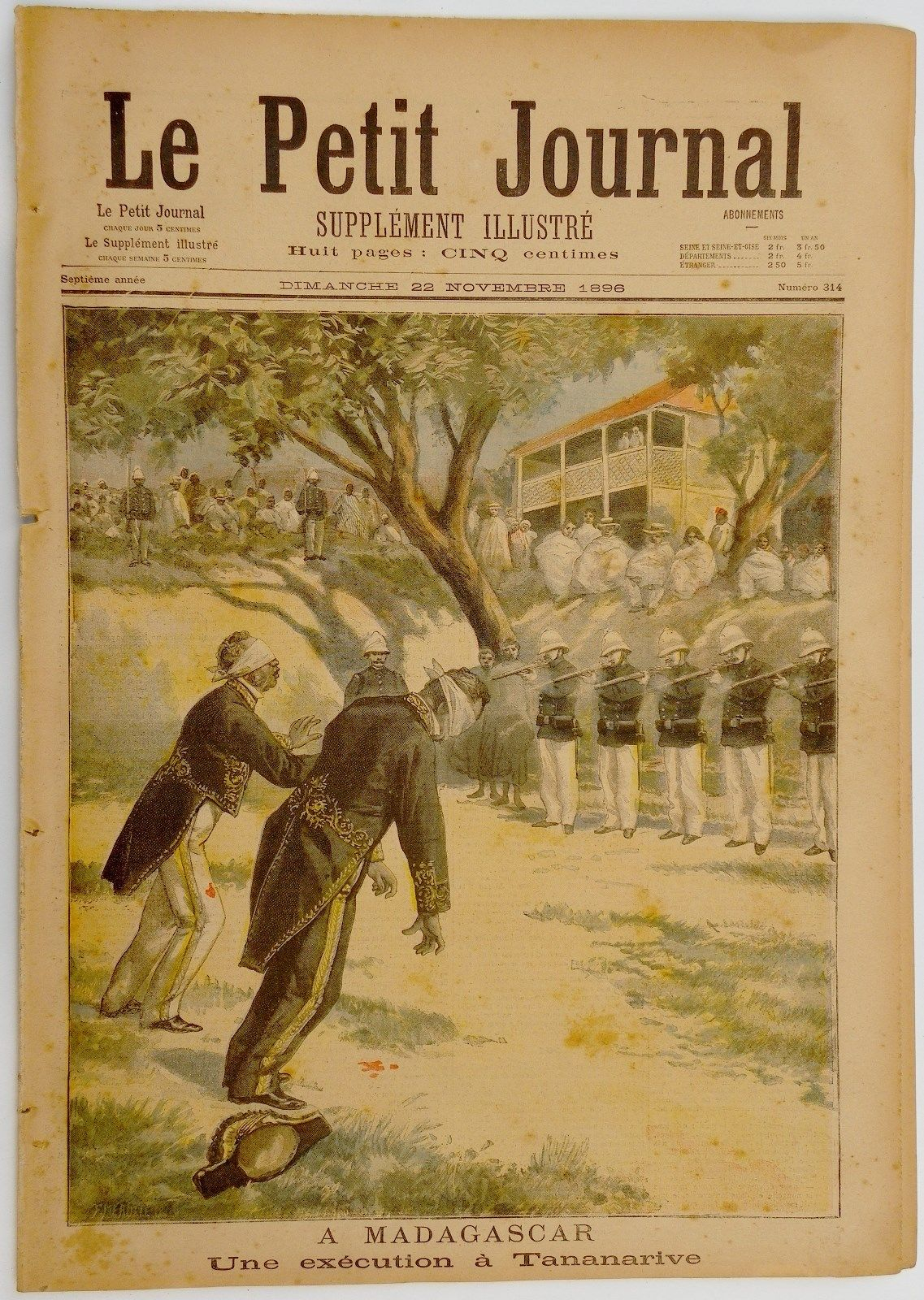
Pacification de Madagascar : exécution de Ratsimamanga et de Rainandriamampandry.

Le gouvernement envoie une expédition de 15 000 militaires et 7 000 convoyeurs, qui est présentée comme une grande affaire nationale à l’opinion publique française. Le 12 décembre 1894, l’escadre du capitaine de vaisseau Bienaimé occupe Tamatave et débarque à Majunga le 14 janvier 1895.
L’expédition souffre terriblement de son manque de préparation. Les hommes manquent de quinine contre le paludisme, celle-ci étant à fond de cales sous d'autres fournitures. Le fait d'avoir choisi pour le transport des troupes la voiture hippomobile Lefebvre (charrette d'une masse de 335 kg portant un chargement de 250 kg tiré par un mulet commandé à 5 000 exemplaires pour l'expédition) condamne le corps expéditionnaire à construire une route carrossable du point de débarquement jusqu’à Tananarive et expose les milliers d’hommes du génie qui effectuaient les terrassements et ceux du train qui parcouraient la route sans relâche à la mort par maladie.
Alors que le corps n’a perdu que 25 hommes au combat, 5 756 meurent de maladie. L'expédition, qui est la plus meurtrière de toutes, perd près de 40 % de ses effectifs.
L'absence de résistance organisée de l'armée Malgache commandée par Ramasombazaha, commandant en chef des armées du nord-ouest, ainsi que la prise de Tananarive le 30 septembre 1895 permettent la mise en place d’un protectorat le 1er octobre, mais au prix de la naissance d'un fort mouvement anticolonial. La France contraint la reine à démettre le co-roi et premier ministre Rainilaiarivony. Celui-ci est exilé à Alger.
Ce protectorat ne convient pas aux Réunionnais et au parti colonial, qui réclamaient l’annexion. Par décision unilatérale, par décret du 11 décembre 1895 et la loi du 6 août 1896, Madagascar est annexé et rattaché au ministère des Colonies.

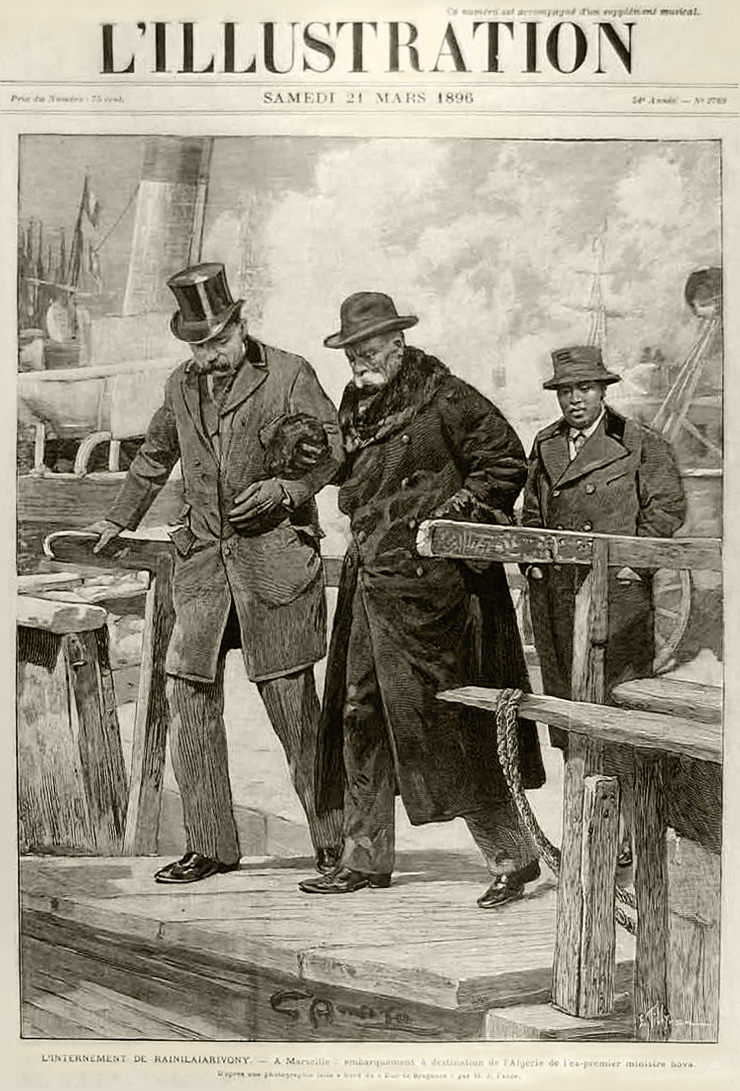
Illustration de l'arrivée de Rainilaiarivony en Algérie.

L’île s’embrase alors dès septembre 1896 et Paris envoie le général de brigade Gallieni, investi de tous les pouvoirs civils et militaires, afin de rétablir l’ordre. Il arrive le 15 septembre 1896 en tant que résident général. Le 11 octobre 1896, il fait arrêter le prince Ratsimamanga et le ministre de l’Intérieur Rainandriamampandry. Il les traduit devant le Conseil de guerre pour rébellion, les fait condamner à mort et fusiller en public, pour l'exemple, le 15.

## Mort
Exilé en Algérie, l'ancien Premier ministre se sacrifie pensant pouvoir encore sauver la monarchie. Son union avec la reine Ranavalona III est rompue, sur ordre des autorités françaises. La reine est tout de même maintenue sur le trône par les Français.
La chaleur intense et le climat algérien ont épuisé l'ancien Premier ministre et, un soir, Rainilaiarivony souffrit de fièvre. Il dormait mal, troublé par un rêve dans lequel il voyait l'ancienne reine Rasoherina debout à côté de son lit, lui disant: "Au nom de votre frère, Rainivoninahitriniony, soyez prêt." L'un des serviteurs de Rainilaiarivony rapporta le rêve à Vassé, le présentant comme prémonitoire de la mort imminente de Rainilaiarivony. L'ancien Premier ministre resta alité et s'affaiblit rapidement au cours des jours suivants, alors que sa fièvre empirait et qu'il souffrait de maux de tête. Il était constamment assisté par ses amis les plus proches. Rainilaiarivony est mort dans son sommeil le 17 juillet 1896. Ses obsèques ont lieu au temple protestant d'Alger.
En février 1897, la monarchie malgache est définitivement renversée, son ex-épouse, la reine Ranavalona III étant contrainte à l'exil.